# Gambarsari (Kebasen)
Gambarsari is een bestuurslaag in het regentschap Banyumas van de provincie Midden-Java, Indonesië. Gambarsari telt 2648 inwoners (volkstelling 2010).